# Carlos Hank González

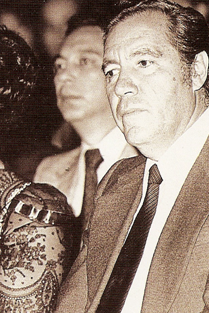
Carlos Hank González (1980)

Carlos Hank González (* 28. August 1927 in Santiago Tianguistenco, México; † 11. August 2001 ebenda), genannt El Profesor („Der Professor“), war ein mexikanischer Pädagoge, Politiker und Unternehmer. Ursprünglich Lehrer, war er ein Unternehmer, der neben seinem Geschäftsimperium auch politische Kontakte knüpfte, die ihn in verschiedene Regierungs- und politische Positionen auf bundesstaatlicher (Bundesstaat Mexiko) und nationaler Ebene führten. Er war außerdem Bürgermeister der Stadt Mexiko-Stadt. Er gehörte der Partido Revolucionario Institucional (PRI) an. Aufgrund von Gesetzen, nach denen beide Elternteile gebürtige Mexikaner sein mussten (sein Vater war Deutscher), konnte er sich nicht um die Präsidentschaft bewerben, war allerdings ein einflussreicher Berater des Präsidenten von Mexiko.
Ein durchgesickerter Bericht des National Drug Intelligence Center (NDIC) wies darauf hin, dass die mutmaßliche Beteiligung von Hank González am Drogenhandel und Geldwäsche zu einem Zeitpunkt eine „bedeutende kriminelle Bedrohung für die Vereinigten Staaten“ darstellte. Der NDIC-Bericht beschuldigte Hank González außerdem der politischen Korruption, Steuerhinterziehung, Bestechung und Stimmenkauf.

## Biografie
Carlos Hank González wurde in Santiago Tianguistenco im Bundesstaat México geboren. Er absolvierte die Escuela Nacional de Toluca mit einer Qualifikation als Grundschullehrer und die Normal Superior (Pädagogische Hochschule) de México zum Professor für Geschichte und Biologie. Von 1947 bis 1951 war er Lehrer an der Secundaria Federal de Atlacomulco. Um sein Einkommen aufzubessern, verkaufte er nebenbei Süßigkeiten. Er baute seine kleinen Geschäfte aus und wandelte sie in größere um, wobei er die Namen prominenter Politiker in seine Kontaktliste aufnahm. Er gründete ein Geschäftsimperium mit Sparten im Bank- und Transportwesen, zu dem auch die Gründung der Fluggesellschaft TAESA Lineas Aéreas gehörte. Im Jahr 1999 schätzte Forbes sein Vermögen auf etwa 1,3 Milliarden US-Dollar, andere Quellen gehen jedoch davon aus, dass diese Zahl weitaus höher lag.
Er heiratete Guadalupe Rhon, mit der er fünf Kinder, drei Jungen und zwei Mädchen, hatte. Er ist der Vater von Carlos Hank Rhon, Cuauhtemoc Hank Rhon und Jorge Hank Rhon, welche ebenfalls politisch und unternehmerisch tätig sind.
1997 erlitt Carlos Hank González eine Embolie. Er starb 2001 an Krebs, wobei er die letzten Jahre seines Lebens zur Behandlung in den Vereinigten Staaten verbrachte.

### Politische Karriere
“A politician who is poor, is a poor politician.”

„Ein armer Politiker ist ein armseliger Politiker.“

Die politische Karriere von Hank González begann, als er von Atlacomulco nach Toluca umzog, wo er zwischen 1952 und 1953 die Leitung des Departements für Sekundar- und Berufsschulen des Bundesstaates México sowie des Büros der Komitees für moralische, zivile und materielle Verbesserung übernahm. Im darauffolgenden Jahr war er für die Finanzverwaltung der Stadt Toluca zuständig. Von 1955 bis 1957 war er Verwaltungschef des Rathauses von Toluca.
Sein Dienst auf Bundesebene begann 1961, als er Kongressabgeordneter (diputado federal) wurde. Auf dem Höhepunkt seiner politischen Karriere war er von 1969 bis 1975 Gouverneur des Bundesstaates México und wurde 1976 zum Regenten (ähnlich dem Bürgermeister) von Mexiko-Stadt ernannt. Als Bürgermeister von Mexiko-Stadt baute er das Straßensystem Eje vial und andere Projekte, um die Stadt autofreundlicher zu machen. Auf Bundesebene diente er von 1988 bis 1990 als Minister für Tourismus und wurde dann zum Minister für Landwirtschaft und Wasserressourcen ernannt, ein Amt, welches er bis 1994 innehatte.
Er galt als einer der Anführer des Flügels der alten Garde der Partido Revolucionario Institucional (PRI). Er begann als Leiter der Delegación del Sector Popular auf Bezirks-, Landes- und Bundeskongressen der PRI und war dann Delegierter der Partei für die Bundesstaaten Chiapas, Tabasco, Campeche und Quintana Roo. Er arbeitete sich bis zum Mitglied der Comisión Pólitica del Comité Ejecutivo Nacional hoch und beriet die Präsidenten der Partei. Sein Tod hinterließ nicht nur eine Lücke in der Parteistruktur der PRI, sondern läutete auch das Ende eines Zyklus in der mexikanischen Politik ein, in dem die PRI alles dominierte.
Aufgrund der Verfassung war es ihm verwehrt, für das mexikanische Präsidentenamt zu kandidieren, da eine damals geltende Bestimmung Personen mit einem im Ausland geborenen Elternteil von der Ausübung des Amtes ausschloss. Sein Vater, Jorge Hank Weber, war Deutscher und Oberst sowohl in der deutschen als auch in der mexikanischen Armee. Carlos Hank hatte jedoch großen Einfluss in der PRI-Partei, der in den späten 1980er und frühen 1990er Jahren während der Präsidentschaft von Carlos Salinas de Gortari seinen Höhepunkt erreichte. Ein weiterer Hinweis für seine weitreichenden Verbindungen waren seine jährlichen Geburtstagsfeiern am 28. August, wenn „der Professor“ auf seiner Ranch „Don Catarino“ in Santiago Tianguistenco große Feste mit Tausenden von geladenen Gästen gab.
Carlos Hank González war auch im erheblichen Maße am Zustandekommen des Nordamerikanischen Freihandelsabkommens beteiligt, welches seine Geschäftstätigkeiten begünstigte.

## Anschuldigungen der Verwicklung in den Drogenhandel und der Korruption
Einem Bericht des U.S. National Drug Intelligence Center (NDIC) mit dem Spitznamen Operation White Tiger zufolge waren er – und auch seine beiden Söhne – so stark in den Drogenhandel und die Geldwäsche verwickelt, dass sie „eine erhebliche kriminelle Bedrohung für die Vereinigten Staaten darstellen“. Der Bericht stützte sich auf Informationen der Drogenkontrollbehörde, des FBI, der US-Zollbehörde, der CIA, von Interpol und anderen. In dem Bericht heißt es, die Geheimdienste hätten Gespräche der Familie Hank zur Koordinierung von Drogenlieferungen abgehört, das schließt mutmaßliche Verbindungen zu Drogenhändlern wie Amado Carrillo, Miguel Ángel Félix Gallardo, Ismael Zambada García und dem Tijuana-Kartell ein. Der Bericht behauptete auch, dass Hank González Kontrolle über US-amerikanische Banken, Investmentfirmen und Casinos hatte, die angeblich für Geldwäsche und andere vermutete Aktivitäten genutzt wurden. Das Dokument kommt zu dem Schluss, dass die Familie Hank in großem Umfang Geld gewaschen, Drogenhandelsorganisationen bei der Beförderung von Drogenlieferungen unterstützt und in großem Umfang öffentliche Korruption betrieben hat und eng mit dem verstorbenen Anführer des Juárez-Kartells Amado Carrillo verbunden war. In einem Beitrag für den Blog des US-Antikorruptionsaktivisten John Carman wurde Carlos Hank als „Hauptvermittler zwischen den multinationalen Drogenhandelsunternehmen und dem politischen System Mexikos“ bezeichnet.
Nach den Enthüllungen in den Medien über die Operation White Tiger hat die Familie Hank, die bestritten hat, dass sie mit führenden mexikanischen Drogenhändlern in Verbindung steht oder diese schützt, Lobbyarbeit beim US-Justizministerium geleistet. Mit Hilfe des republikanischen ehemaligen US-Senators Warren Rudman, den Carlos Hank Rhon als Vertreter seiner Interessen in Washington angeheuert hatte, erwirkte Hank bei der Justizministerin der Vereinigten Staaten, Janet Reno, ein Schreiben, das der NDIC-Analyse widersprach. Die Zurücknahme einer Geheimdienstanalyse durch die Generalstaatsanwältin, die sich auf Dutzende früherer Ermittlungen gegen die Hank-Familie und auf neue Ermittlungsansätze stützte, war für die Mitglieder der in San Diego ansässigen Task Force der Operation White Tiger eine herbe Enttäuschung. Die Hanks und ihre Unterstützer beharren darauf, dass Renos Eingreifen gerechtfertigt war und dass sie Opfer von Anschuldigungen waren, die von ihren politischen und geschäftlichen Rivalen verbreitet wurden.
Von Anfang an befürchteten die an der Untersuchung beteiligten Agenten, dass Washington zu dem Schluss kommen würde, die Operation White Tiger sei zu umstritten und könne die Beziehungen zwischen Mexiko und den Vereinigten Staaten zu sehr belasten, um sie fortzusetzen. Sie vermuteten, dass sie wie frühere Ermittlungen gegen mexikanische Spitzenpolitiker blockiert werden würde.

## Mediale Darstellung
Carlos Hank spielt in Staffel 3 des Netflix-Seriendramas Narcos: Mexico eine wichtige Rolle als Bindeglied zwischen Regierung und Drogenhändlern. Er wird in der Serie von Manuel Uriza verkörpert.